# Jim Grabb
Jim Grabb, né le 14 avril 1964 à Tucson, est un ancien joueur de tennis professionnel américain.

## Parcours dans les tournois duGrand Chelem

### En simple
| Année | Open d'Australie | Open d'Australie | Internationaux de France | Internationaux de France | Wimbledon       | Wimbledon    | US Open         | US Open    | Open d'Australie | Open d'Australie |
| ----- | ---------------- | ---------------- | ------------------------ | ------------------------ | --------------- | ------------ | --------------- | ---------- | ---------------- | ---------------- |
| 1985  | n.o.             | n.o.             | —                        | —                        | —               | —            | 2e tour (1/32)  | Y. Noah    | —                | —                |
| 1986  | n.o.             | n.o.             | —                        | —                        | —               | —            | —               | —          | n.o.             | n.o.             |
| 1987  | —                | —                | —                        | —                        | 1er tour (1/64) | C. Panatta   | 3e tour (1/16)  | J. Connors | n.o.             | n.o.             |
| 1988  | 3e tour (1/16)   | J. Frawley       | 1er tour (1/64)          | M. Davis                 | 3e tour (1/16)  | P. Kühnen    | 1er tour (1/64) | J. Lozano  | n.o.             | n.o.             |
| 1989  | 1er tour (1/64)  | G. Pozzi         | 1er tour (1/64)          | C. Saceanu               | 1er tour (1/64) | J. Frana     | 1/8 de finale   | A. Agassi  | n.o.             | n.o.             |
| 1990  | —                | —                | 1er tour (1/64)          | P. Haarhuis              | 3e tour (1/16)  | C. Bergström | 2e tour (1/32)  | F. Santoro | n.o.             | n.o.             |
| 1991  | —                | —                | 1er tour (1/64)          | T. Benhabiles            | 2e tour (1/32)  | J. Courier   | 3e tour (1/16)  | S. Edberg  | n.o.             | n.o.             |
| 1992  | 2e tour (1/32)   | R. Krajicek      | 2e tour (1/32)           | H. Leconte               | 1er tour (1/64) | A. Boetsch   | 1er tour (1/64) | G. Forget  | n.o.             | n.o.             |
| 1993  | 2e tour (1/32)   | S. Bruguera      | —                        | —                        | —               | —            | —               | —          | n.o.             | n.o.             |
| 1994  | —                | —                | 1er tour (1/64)          | M. Chang                 | 1er tour (1/64) | K. Thorne    | 3e tour (1/16)  | M. Chang   | n.o.             | n.o.             |
| 1995  | —                | —                | 1er tour (1/64)          | R. Reneberg              | —               | —            | 1er tour (1/64) | K. Carlsen | n.o.             | n.o.             |
| 1996  | —                | —                | —                        | —                        | 2e tour (1/32)  | T. Martin    | 2e tour (1/32)  | J. Sánchez | n.o.             | n.o.             |

N.B. : à droite du résultat se trouve le nom de l'ultime adversaire.

### En double
| Année | Open d'Australie          | Open d'Australie       | Internationaux de France   | Internationaux de France  | Wimbledon                  | Wimbledon                 | US Open                     | US Open              | Open d'Australie | Open d'Australie |
| ----- | ------------------------- | ---------------------- | -------------------------- | ------------------------- | -------------------------- | ------------------------- | --------------------------- | -------------------- | ---------------- | ---------------- |
| 1984  | n.o.                      | n.o.                   | —                          | —                         | —                          | —                         | 2e tour (1/16) van Rensburg | Günthardt B. Taróczy | —                | —                |
| 1985  | n.o.                      | n.o.                   | —                          | —                         | —                          | —                         | —                           | —                    | —                | —                |
| 1986  | n.o.                      | n.o.                   | —                          | —                         | —                          | —                         | —                           | —                    | n.o.             | n.o.             |
| 1987  | —                         | —                      | —                          | —                         | 1er tour (1/32) B. Pearce  | R. Simpson L. Stefanki    | 1er tour (1/32) K. Jones    | J. Pugh Willenborg   | n.o.             | n.o.             |
| 1988  | 1er tour (1/32) Giammalva | Camporese G. Pozzi     | —                          | —                         | 1/2 finale P. Doohan       | J. Fitzgerald A. Järryd   | 1/8 de finale P. Doohan     | K. Flach R. Seguso   | n.o.             | n.o.             |
| 1989  | 1/4 de finale S. Edberg   | M. Davis B. Drewett    | Victoire P. McEnroe        | M. Bahrami Winogradsky    | 1/8 de finale P. McEnroe   | J. Frana L. Lavalle       | 2e tour (1/16) P. McEnroe   | L. Jensen Wheaton    | n.o.             | n.o.             |
| 1990  | —                         | —                      | 1/2 finale P. McEnroe      | Ivanišević P. Korda       | 1/8 de finale P. McEnroe   | K. Flach R. Seguso        | —                           | —                    | n.o.             | n.o.             |
| 1991  | —                         | —                      | 1er tour (1/32) P. McEnroe | H. J. Davids J. Siemerink | 1er tour (1/32) P. McEnroe | B. Black T. Middleton     | 1er tour (1/32) Kratzmann   | Beckman Salumaa      | n.o.             | n.o.             |
| 1992  | 2e tour (1/16) Reneberg   | J. Palmer J. Stark     | 1/4 de finale Reneberg     | Kratzmann W. Masur        | Finale Reneberg            | J. McEnroe M. Stich       | Victoire Reneberg           | K. Jones R. Leach    | n.o.             | n.o.             |
| 1993  | 1/4 de finale Reneberg    | D. Visser L. Warder    | —                          | —                         | —                          | —                         | —                           | —                    | n.o.             | n.o.             |
| 1994  | 1er tour (1/32) D. Visser | S. Casal E. Sánchez    | 1er tour (1/32) J. Palmer  | J.-P. Fleurian S. Simian  | —                          | —                         | 1er tour (1/32) Reneberg    | A. O'Brien S. Stolle | n.o.             | n.o.             |
| 1995  | —                         | —                      | 1/4 de finale P. McEnroe   | N. Kulti M. Larsson       | 1er tour (1/32) P. McEnroe | S. Draper P. Tramacchi    | 1er tour (1/32) P. McEnroe  | Johnson K. Thorne    | n.o.             | n.o.             |
| 1996  | 1/4 de finale M. Damm     | S. Lareau A. O'Brien   | 1/8 de finale Reneberg     | G. Forget J. Hlasek       | 1/8 de finale Reneberg     | Woodbridge Woodforde      | —                           | —                    | n.o.             | n.o.             |
| 1997  | 1/8 de finale Reneberg    | M. Damm Olhovskiy      | 1/8 de finale W. Black     | I. Kafelnikov D. Vacek    | 1/2 finale W. Black        | Woodbridge Woodforde      | 1/2 finale W. Black         | Björkman N. Kulti    | n.o.             | n.o.             |
| 1998  | 2e tour (1/16) Reneberg   | O. Delaitre F. Santoro | 1/8 de finale Macpherson   | D. Johnson F. Montana     | 1/8 de finale M. Damm      | P. Galbraith B. Steven    | 1/4 de finale M. Damm       | S. Stolle C. Suk     | n.o.             | n.o.             |
| 1999  | 1er tour (1/32) J. Eagle  | M. Mirnyi Olhovskiy    | 1er tour (1/32) Macpherson | G. Kuerten N. Lapentti    | 2e tour (1/16) D. Johnson  | P. Galbraith J. Gimelstob | 2e tour (1/16) J. Stark     | Arthurs Kratzmann    | n.o.             | n.o.             |

N.B. : le nom du ou de la partenaire se trouve sous le résultat ; le nom des ultimes adversaires se trouve à droite.

### En double mixte
| Année | Open d'Australie           | Open d'Australie           | Internationaux de France | Internationaux de France | Wimbledon | Wimbledon | US Open | US Open |
| ----- | -------------------------- | -------------------------- | ------------------------ | ------------------------ | --------- | --------- | ------- | ------- |
| 1996  | 1er tour (1/16) Linda Wild | G. Fernández Cyril Suk     |                          |                          |           |           |         |         |
| 1997  | 2e tour (1/8) A. Dechaume  | Nicole Provis Joshua Eagle |                          |                          |           |           |         |         |

N.B. : le nom de la partenaire se trouve sous le résultat ; le nom des ultimes adversaires se trouve à droite.

## Participation aux Masters

### En double
| Année | Ville        | Surface         | Partenaire      | Résultats | Résultat final    |
| ----- | ------------ | --------------- | --------------- | --------- | ----------------- |
| 1989  | Londres      | Moquette indoor | Patrick McEnroe | 5v, 0d    | Vainqueur         |
| 1992  | Johannesburg | Dur ext.        | Richey Reneberg | 1v, 2d    | Éliminé en poules |